# 片腕仁義
『片腕仁義』（かたうでじんぎ）は1932年に日本で制作されたサイレント映画。阪東妻三郎プロダクション製作。五・一五事件が起きた当日に公開された。

## スタッフ
- 監督 : 沖博文
- 脚本 : 峰銀平
- 原作 : 峰銀平
- 撮影 : 吉田英男

## キャスト
- 台場の宗太郎 : 阪東妻三郎
- 黒駒の勝蔵 : 堀川浪之助
- 大和田の友造 : 児島三郎
- 立瀬の浜吉 : 岡田喜久也
- 宗太郎の母おちか : 市川春衛
- 友造の妻お米 : 泉清子
- 友造の妹お節 : 淡路千夜子